# Côtes-d’Armor
Côtes-d’Armor (wymowaⓘ [kotə-daɾmɔɾ]; bret. Aodoù-an-Arvor) – departament w północno-zachodniej Francji w regionie Bretania. Oznaczony numerem 22, w 2020 roku liczył 603 tys. mieszkańców.
Prefekturą departamentu Côtes-d’Armor jest miasto Saint-Brieuc. Inne ważniejsze miejscowości to: Lannion, Guingamp, Dinan. Sąsiaduje z trzema innymi departamentami Bretanii: od zachodu z Finistère, od południa z Morbihan, od wschodu z Ille-et-Vilaine. Północną granicę tworzy kanał La Manche. Departament został utworzony 4 marca 1790 roku. Do 1990 r. nosił nazwę Côtes-du-Nord.
W 2023 roku w skład departamentu wchodziło 348 gmin (lista).

## Miejscowości
Największe miejscowości departamentu (w nawiasach liczba ludności w 2021 roku):

- Saint-Brieuc (44 224)
- Lannion (20 344)
- Lamballe-Armor (16 845)
- Plérin (14 704)
- Dinan (14 675)
- Ploufragan (11 369)
- Loudéac (9762)
- Trégueux (8450)
- Langueux (7886)
- Pordic (7316)
- Paimpol (7191)
- Perros-Guirec (7175)
- Guingamp (7105)
- Plédran (6910)
- Binic-Étables-sur-Mer (6881)
- Le Mené (6413)
- Ploumagoar (5411)
- Yffiniac (4987)
- Bégard (4839)
- Plouha (4596)
- Plaintel (4540)
- Hillion (4274)
- Lanvallay (4222)
- Beaussais-sur-Mer (4168)
- Plœuc-L’Hermitage (4112)
- Pléneuf-Val-André (4063)

## Współpraca międzynarodowa

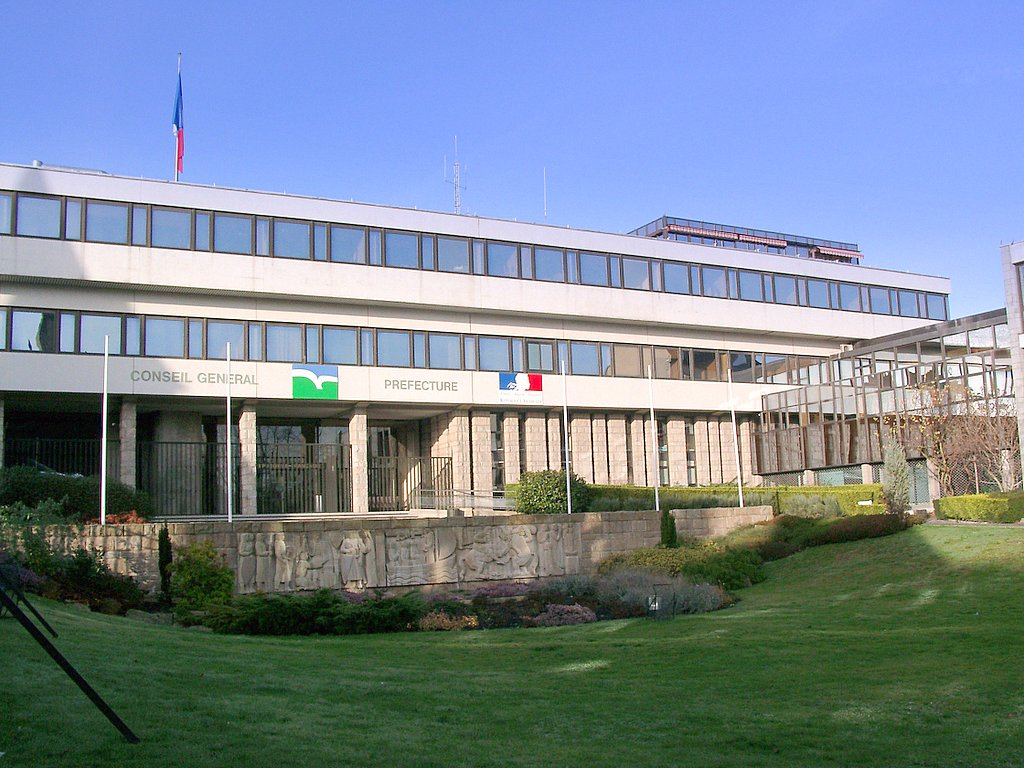
Siedziba prefektury w Saint-Brieuc

Departament Côtes-d’Armor współpracuje z województwem warmińsko-mazurskim na mocy Porozumienia o współpracy między Samorządem Województwa Warmińsko-Mazurskiego a Radą Generalną Departamentu Côtes-d’Armor z dnia 24 czerwca 2000 r.